# COCOM-lista

A COCOM-lista embargója a keleti blokk országait sújtotta

A COCOM-lista egy, a keleti blokk országait sújtó, multilaterális kereskedelmi embargó volt. A lista az embargót koordináló 1947-ben alapított bizottság, a Coordinating Committee for Multilateral Export Controls (Multilaterális Exportellenőrzési Koordinációs Bizottság) első két szavának rövidítéséből kapta nevét. A COCOM-lista egy csúcstechnológiai termékeket tartalmazó feketelista volt. A listán szereplő termékeket tilos volt az embargó alatt álló országokba (KGST, Kína) exportálni, hogy azok így egyre inkább lemaradjanak a fegyverkezési versenyben. A COCOM-listát ezért a hidegháborús gazdasági hadviselés egyik formájának is lehet tekinteni.

## Szerkezete, tagországai
A COCOM-nak 17 tagországa volt: Ausztrália, Belgium, Dánia, az Egyesült Királyság, Franciaország, Görögország, Hollandia, Japán, Kanada, Luxemburg, a Német Szövetségi Köztársaság, Norvégia, Olaszország, Portugália, Spanyolország, Törökország és az USA.
A tagországok mellett a bizottság munkáját további nyugati országok segítették, így többek között Ausztria, Finnország, Írország, Svájc, Svédország és Új-Zéland.
Maga a COCOM-lista valójában három listából állt:
- Industrial Core List (a másik két kategóriába nem tartozó, civil és katonai célra is használható berendezések listája)
  - 1990 előtt – 116 kategória
  - 1991-ben – 10 kategória
- International Atomic Energy List (nemzetközi atomenergetikai lista)
- International Munitions List (nemzetközi lőszer lista)

A COCOM-lista kijátszása és megkerülése az embargó alatti országok számára stratégiai fontosságú kérdés volt. A KGB „X-vonala” technológiai és tudományos hírszerzéssel foglalkozott. Feladatai közé tartozott nyugati vagy semleges országokban fedőcégek létrehozása, majd a COCOM-listás termékek megrendelése és leszállíttatása ezekre a látszólag ártatlan címekre. Az amerikai kereskedelmi minisztérium exportfelügyelettel foglalkozó szervezete, a Bureau of Export Administration (BXA) ezért gyakran személyesen is meglátogatta a jelentősebb, exportengedély-köteles rendelések vevőit, hogy kiszűrje az ilyen fajta fedőcégeket. A COCOM-lista eseti megkerülése azonban csak technológiai és műszaki szempontból volt jelentős; egész országok keresletét ellátó kereskedelmi mennyiségeket nem nagyon lehetett így biztosítani.

## A Toshiba-botrány

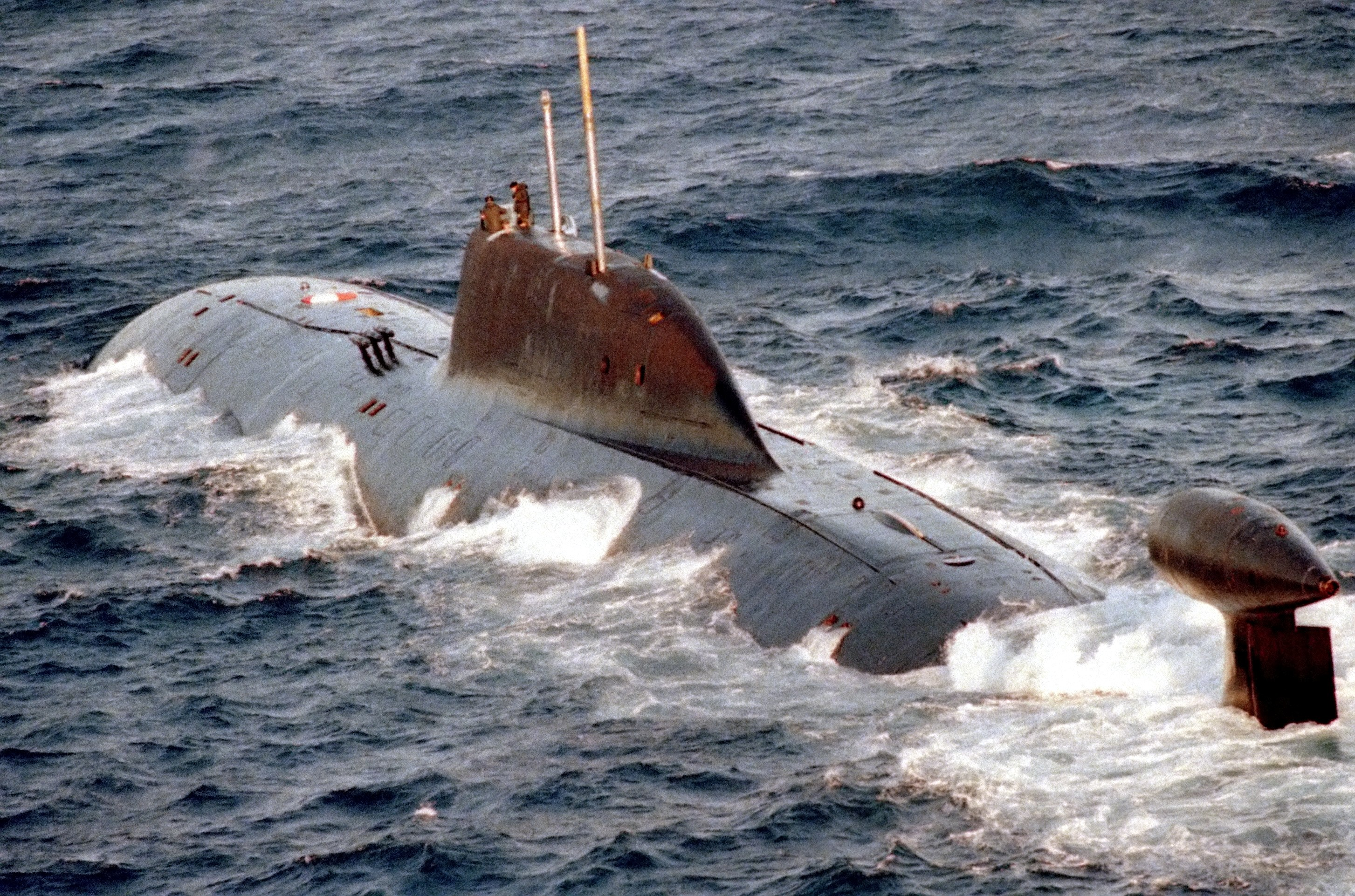
Az 1986-ban hadrendbe állított Akula (Projekt 971 Scsuka-B) volt az egyik olyan szovjet tengeralattjáró, amely a modern Toshiba CNC-esztergagépekkel megmunkált hajócsavarjával a korábbi tengeralattjáróknál sokkal halkabban tudott haladni.

A COCOM-lista egyik elhíresült megsértésére 1987-ben derült fény. A japán Toshiba 1982 és 1984 között a norvég Kongsberg hadiipari cégen keresztül nyolc számítógép-vezérlésű precíziós CNC szerszámgépet adott el a Szovjetuniónak. Az USA véleménye szerint ezzel a szovjetek számára lehetővé tette az addig technikailag kivitelezhetetlen minőségű tengeralattjáró-hajócsavarok gyártását. Ennek következményeként az 1980-as évek végére a szovjet tengeralattjárók által keltett propellerzaj jelentősen lecsökkent. 1986 közepétől a CIA egyre több jelentést kapott arról, hogy szovjet tengeralattjárók sikeresen „lerázták” az őket követő amerikaiakat. A Toshiba az exportkorlátozások megkerülése érdekében többek között átnevezte a kérdéses berendezést, több más változtatást is eszközölt és az új berendezést nem exportengedély-köteles szerszámgépként adminisztrálta. Büntetésként 1987-ben a szenátus kettőtől öt évig terjedő időre betiltotta a Toshiba termékek amerikai importját.

## Enyhülése, megszűnése, átalakulása
Egy 1987-es amerikai tanulmány szerint a COCOM-lista fenntartása 1985-ben összesen 9,3 milliárd dollár kárt okozott az amerikai gazdaságnak és 188 000 munkahely elvesztésével járt:
- 0,5 milliárd dollár: céges adminisztratív költségek
- 5,9 milliárd dollár: elmaradt nyugat-nyugat exportbevételek
- 1,4 milliárd dollár: elmaradt nyugat-kelet exportbevételek
- 0,5 milliárd dollár: csökkentett kutatás-fejlesztési költségvetések
- 0,5 milliárd dollár: betiltott engedélyek értéke
- 0,5 milliárd dollár: elmaradt export nyereségek.

Magyarország vonatkozásában a COCOM-listát 1990-ben lényegesen enyhítették 1992. február 10-én pedig véglegesen megszüntették, miután az ország bevezette a COCOM által szükségesnek vélt exportkorlátozásokat. Maga a COCOM szervezet 1994. március 31-én szűnt meg. Szellemi utóda a wassenaari egyezmény lett, melynek Magyarország 1996 januárjában egyik alapító tagja volt. Az 1980-as évek vége felé a COCOM-lista célja lassan átváltozott a keleti blokk fegyverkezési modernizálását hátráltató szándékból a nemzetközi fegyverkereskedelem korlátozására, és a Wassenaar Egyezmény is ezt az irányvonalat követte.
A többi, hasonló cipőben járó országgal szemben Magyarországon az 1980-as évek vége felé a hadiipar termelése jelentősen csökkenő tendenciákat mutatott, ezért az ország vezetése elfogadhatónak találta azokat a fegyver-kiviteli korlátozásokat, amelyeket a COCOM a listáról való lekerülés feltételeként határozott meg. Az 1988-ban még 30 000 munkást foglalkoztató magyar hadiipar mérete 1990-re 60%-ot esett, 1993-ra pedig 900 fősre csökkent. A hadiipar szerkezete is szerencsésnek bizonyult: a termelés 75%-a nem fegyver, hanem irányítástechnikai és távközlési berendezés volt. 1987-ben a hadiipari termelés 80%-a baráti országok exportjára készült (a baráti országokkal cserekereskedelem folyt, azaz a tranzakcióból nem származott kemény valuta bevétel, így ezen exportok csökkentése sem rázta meg a gazdaságot.) A hadiipari gyárak többi része sem volt piacképes. (Például a Gödöllői Gépgyár volt a világon az egyetlen, ahol a teljesen elavultnak számított T-34-es tankokhoz még gyártottak alkatrészt.) Csehszlovákia, Lengyelország, Oroszország és Ukrajna mind jelentősebb hadiiparral (és exporttal) rendelkezett, ezért a fegyverkereskedelmet korlátozó tárgyalások is elhúzódtak – az országok is később kerültek le a listáról.
A COCOM-listáról való lekerülés részleteit még az utolsó, Grósz Károly-vezette kommunista kormány kezdte meg 1989-ben, lényegesen hamarabb, mint a többi ország esetében. Az 1990-es választások után az új kormány tovább folytatta a gyors tárgyalásokat a COCOM-mal. 1990 júniusában bejelentették, hogy az év vége előtt elkészül a COCOM által szükségesnek tartott törvényi háttér. 22 hónappal a lehetőség felmerülése után Magyarország elsőként került le a COCOM-listáról, ami nemzetközi viszonylatban is szokatlanul gyors. Amikor a COCOM 1990-ben felajánlotta a listán szereplő országoknak a lekerülés lehetőségét, akkor Magyarország már két éve tett lépéseket ugyanabba az irányba.

## Magyar vonatkozású COCOM-listás termékek

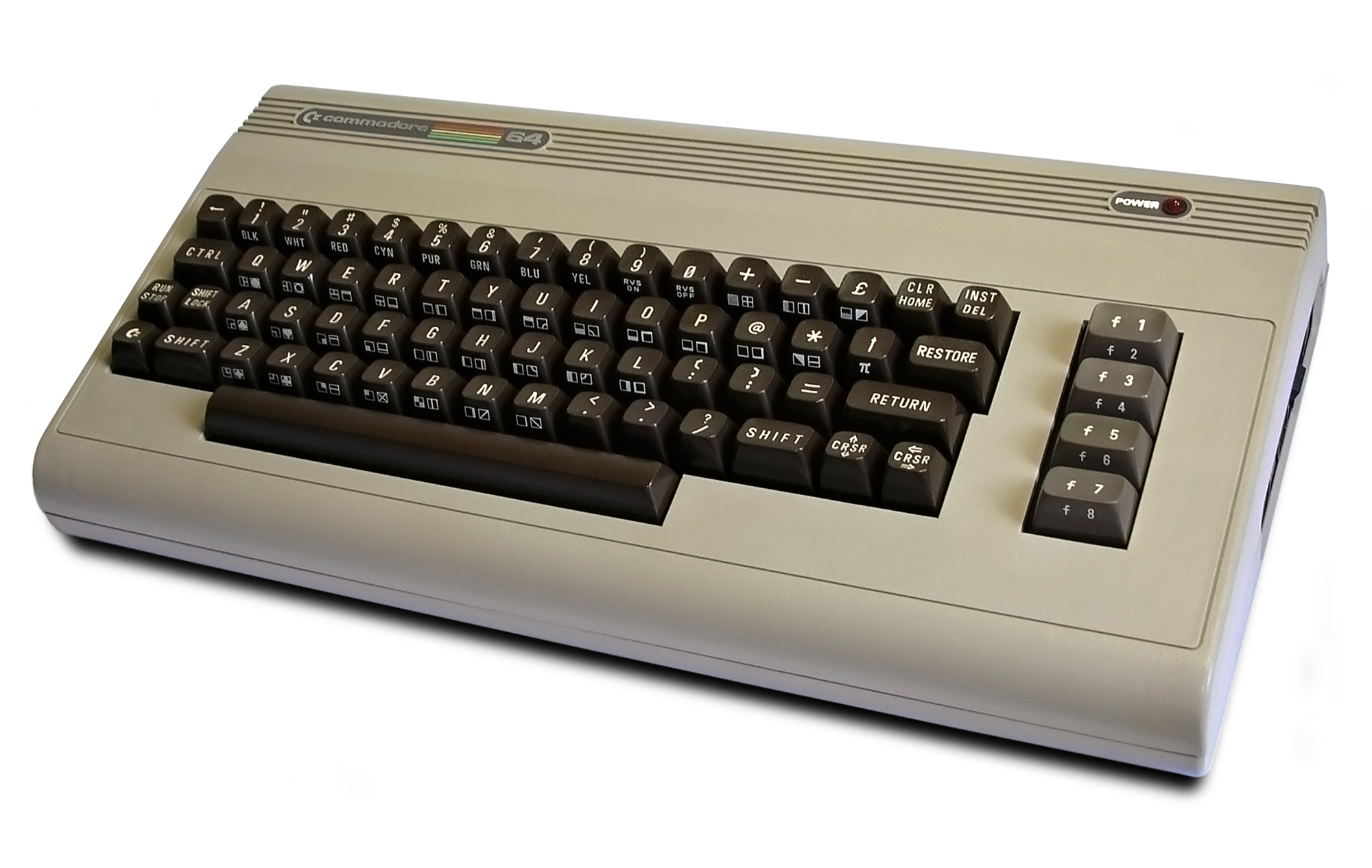
A Commodore 64 az 1980-as évek közepén került le a COCOM-listáról

- Informatika (A "turista importban" bejutó termékekre pedig a magyar kormány vetett ki magas vámot)
  - Hardver
    - Commodore 64 (1985-ig)
    - Ethernet hálózati eszközök (1990-ig)
    - IBM számítógépek
      - IBM PC XT és AT
        - A Magyarországra került gépeket általában alkatrészként szétszerelve hozták be, és rakták össze[7]

      - Mainframe-ek
        - 9221 Model 150[8]
        - 5110 (BASIC és APL nyelven programozható, 8" floppy disk, 64 kB memória[9]

    - Apple Macintosh[10]
    - Digital Equipment Corporation termékek kilencven százaléka[11][12]
      - PDP, VAX (a KFKI-n visszafejtették a gép működését, ebből lett a TPA – Tárolt Programú Analizátor. Ritka esetekben a TPA átcímkézett és becsempészett PDP és VAX gépeket is jelentett)

    - Amiga
    - 4 MB kapacitást meghaladó merevlemez[13]

  - Szoftver
    - AutoCAD

### Általános definíciók
- Távközlés
  - Digitális telefonközpontok és egyéb távközlési berendezések (1988. szeptember 15-éig)[6]
  - Mobiltelefon technológia, üvegszálas adatátvitel (max. 156 Mbit/s sebességig), mikrohullámú adatátvitel (1990-ig)[14]
  - Modemek 9600 baud adatátviteli sebességgel (1992-ig)
- Informatika
  - 275 Mbit/s adatfeldolgozású számítógép (1990-ig)[14]
    - Intel 80386-os processzor

  - 550 Mbit/s adatfeldolgozású számítógép kivitelének könnyítése (1990-ig)[14]
    - A legtöbb RISC processzor 1992 előttről

  - DRAM memória 256 kB méretig, 60 ns elérési ideig (1991-ig)
- Ipari berendezések
  - 3 mikrométer pontosságú fémmegmunkáló gépek (1990-ig)[14]